# Fauguerolles
Fauguerolles – miejscowość i gmina we Francji, w regionie Nowa Akwitania, w departamencie Lot i Garonna.
Według danych na rok 1990 gminę zamieszkiwały 623 osoby, a gęstość zaludnienia wynosiła 90 osób/km² (wśród 2290 gmin Akwitanii Fauguerolles plasuje się na 627. miejscu pod względem liczby ludności, natomiast pod względem powierzchni na miejscu 1286.).